# Liste des microprocesseurs Intel Xeon
Pour un article plus général, voir Xeon.

Les microprocesseurs Intel Xeon sont des microprocesseurs x86 fabriqués par Intel et conçus pour les stations de travail et les serveurs informatiques. 
Le nom « Xeon » est une marque commerciale apparue le 20 avril 1998 pour les Pentium II. D'abord utilisée en association avec la marque Pentium (Pentium II Xeon, Pentium III Xeon), elle a été utilisée seule à partir du Pentium 4 (Xeon 1.4, Xeon 3040, etc.).
Les versions Xeon tirent généralement leurs performances supérieures d'une mémoire cache plus grande que les versions grand public des microprocesseurs d'Intel.
Les différents modèles de processeurs Xeon sont à répartir en trois catégories : 
1. Xeon EN, pour Entry, destiné aux plates-formes mono-processeurs : série 3000
2. Xeon EP, pour Efficient Performance, destiné aux plates-formes bi-processeurs : série 5000
3. Xeon EX, pour Expandable, destiné aux plates-formes multi-processeurs : série 7000

Avant l'architecture Nehalem de 2009, ces catégories correspondaient aux Xeon UP, DP et MP.
Une nouvelle nomenclature est introduite au deuxième trimestre 2011.
Ces trois catégories correspondent respectivement chez AMD aux Opteron 1000, 2000 et 8000.
Cette segmentation permet à Intel de vendre certains Xeon à des tarifs bien supérieurs à d'autres, les cartes-mères étant en général incompatibles entre les différentes catégories.
La série 9000 est destinée aux processeurs Itanium.

## Xeon 3000 / Xeon E3

### Architecture Core

#### Conroe(3000)
Les processeurs à deux cœurs Conroe sont destinés aux plates formes mono-processeur à socket LGA 775. 
| Nom du modèle | Nombre de cœurs | Fréquence | Front Side Bus | Multipl. | Cache L1 | Cache L2 | TDP    | Socket  | Date de sortie | Equiv. Desktop   |
| ------------- | --------------- | --------- | -------------- | -------- | -------- | -------- | ------ | ------- | -------------- | ---------------- |
| Xeon 3085     | 2               | 3,00 GHz  | 1333 MT/s      | 9 x      | 2×64 Kio | 4 Mio    | 65 W   | LGA 775 |                | Core 2 Duo E6850 |
| Xeon 3075     | 2               | 2,67 GHz  | 1333 MT/s      | 8 x      | 2×64 Kio | 4 Mio    | 65 W   | LGA 775 |                | Core 2 Duo E6750 |
| Xeon 3070     | 2               | 2,67 GHz  | 1066 MT/s      | 10 x     | 2×64 Kio | 4 Mio    | 65 W   | LGA 775 |                | Core 2 Duo E6700 |
| Xeon 3065     | 2               | 2,33 GHz  | 1333 MT/s      | 7 x      | 2×64 Kio | 4 Mio    | 65 W   | LGA 775 |                | Core 2 Duo E6550 |
| Xeon 3060     | 2               | 2,40 GHz  | 1066 MT/s      | 9 x      | 2×64 Kio | 4 Mio    | 65 W   | LGA 775 |                | Core 2 Duo E6600 |
| Xeon 3050     | 2               | 2,13 GHz  | 1066 MT/s      | 8 x      | 2×64 Kio | 2 Mio    | < 65 W | LGA 775 |                | Core 2 Duo E6400 |
| Xeon 3040     | 2               | 1,86 GHz  | 1066 MT/s      | 7 x      | 2×64 Kio | 2 Mio    | < 65 W | LGA 775 |                | Core 2 Duo E6300 |

#### Kentsfield (3200)
Les Kentsfield sont une déclinaison quadruple cœurs des Conroe, avec deux paires de cœurs Conroe sur un même die.
| Nom du modèle | Nombre de cœurs | Fréquence | Front Side Bus | Multipl. | Cache L1 | Cache L2 | TDP           | Socket  | Date de sortie | Equiv. Desktop    |
| ------------- | --------------- | --------- | -------------- | -------- | -------- | -------- | ------------- | ------- | -------------- | ----------------- |
| Xeon X3230    | 4               | 2,66 GHz  | 1066 MT/s      | 10 x     | 4×64 Kio | 2×4 Mio  | 105 W, D0 95W | LGA 775 |                | Core 2 Quad Q6700 |
| Xeon X3220    | 4               | 2,4 GHz   | 1066 MT/s      | 9 x      | 4×64 Kio | 2×4 Mio  | 105 W, D0 95W | LGA 775 |                | Core 2 Quad Q6600 |
| Xeon X3210    | 4               | 2,13 GHz  | 1066 MT/s      | 8 x      | 4×64 Kio | 2×4 Mio  | 105 W, D0 95W | LGA 775 |                | Core 2 Quad Q6400 |

#### Wolfdale (3000)
| Nom du modèle | Nombre de cœurs | Fréquence | Front Side Bus | Multipl. | Cache L1 | Cache L2 | TDP | Socket  | Date de sortie | Equiv. Desktop |
| ------------- | --------------- | --------- | -------------- | -------- | -------- | -------- | --- | ------- | -------------- | -------------- |
| Xeon L3014    | 1               | 2,40 GHz  | 1066 MT/s      | 9 x      | 64 Kio   | 3 Mio    | 30W | LGA 771 |                |                |

#### Wolfdale (3100)
Les Xeon Wolfdale sont identiques aux Core 2 Duo Wolfdale.
| Nom du modèle | Nombre de cœurs | Fréquence | Front Side Bus | Multipl. | Cache L1 | Cache L2 | TDP  | Socket  | Date de sortie | Equiv. Desktop   |
| ------------- | --------------- | --------- | -------------- | -------- | -------- | -------- | ---- | ------- | -------------- | ---------------- |
| Xeon E3120    | 2               | 3,16 GHz  | 1333 MT/s      | 9.5 x    | 2×64 Kio | 6 Mio    | 65 W | LGA 775 | 10/08/2008     | Core 2 Duo E8500 |
| Xeon E3110    | 2               | 3,00 GHz  | 1333 MT/s      | 9 x      | 2×64 Kio | 6 Mio    | 65 W | LGA 775 |                | Core 2 Duo E8400 |
| Xeon L3110    | 2               | 3,00 GHz  | 1333 MT/s      | 9 x      | 2×64 Kio | 6 Mio    | 45 W | LGA 775 | 22/02/2009     |                  |

#### Yorkfield (3300)
Les Xeon Yorkfield sont identiques aux Core 2 Quad Yorkfield.
| Nom du modèle | Nombre de cœurs | Fréquence | Front Side Bus | Multipl. | Cache L1 | Cache L2 | TDP  | Socket  | Date de sortie | Equiv. Desktop     |
| ------------- | --------------- | --------- | -------------- | -------- | -------- | -------- | ---- | ------- | -------------- | ------------------ |
| Xeon X3380    | 4               | 3,16 GHz  | 1333 MT/s      | 9.5 x    | 4×64 Kio | 2×6 Mio  | 95 W | LGA 775 | 22/02/2009     |                    |
| Xeon X3370    | 4               | 3,00 GHz  | 1333 MT/s      | 9 x      | 4×64 Kio | 2×6 Mio  | 95 W | LGA 775 | 10/08/2008     | Core 2 Quad Q9650  |
| Xeon X3360    | 4               | 2,83 GHz  | 1333 MT/s      | 8.5 x    | 4×64 Kio | 2×6 Mio  | 95 W | LGA 775 |                | Core 2 Quad Q9550  |
| Xeon L3360    | 4               | 2,83 GHz  | 1333 MT/s      | 8.5 x    | 4×64 Kio | 2×6 Mio  | 65 W | LGA 775 | 22/02/2009     | Core 2 Quad Q9550S |
| Xeon X3350    | 4               | 2,66 GHz  | 1333 MT/s      | 8 x      | 4×64 Kio | 2×6 Mio  | 95 W | LGA 775 |                | Core 2 Quad Q9450  |
| Xeon X3330    | 4               | 2,66 GHz  | 1333 MT/s      | 8 x      | 4×64 Kio | 2×3 Mio  | 95 W | LGA 775 | 10/08/2008     | Core 2 Quad Q9400  |
| Xeon X3320    | 4               | 2,50 GHz  | 1333 MT/s      | 7.5 x    | 4×64 Kio | 2×3 Mio  | 95 W | LGA 775 |                | Core 2 Quad Q9300  |

### ArchitectureNehalem

#### Lynnfield (3400)
| Modèle     | Nb. cœurs | Fréquence | FSB     | Mult. | Cache L1 | Cache L2  | Mult. L3 | Fréq. L3 | Cache L3 | TDP  | Socket   | Date de sortie | Equiv. Desktop |
| ---------- | --------- | --------- | ------- | ----- | -------- | --------- | -------- | -------- | -------- | ---- | -------- | -------------- | -------------- |
| Xeon X3480 | 4         | 3,06 GHz  | 133 MHz | 23x   | 4×64 Kio | 4×256 Kio | 18x      | 2,40 GHz | 8 Mio    | 95 W | LGA 1156 | 09/06/2010     | Core i7-880    |
| Xeon X3470 | 4         | 2,93 GHz  | 133 MHz | 22x   | 4×64 Kio | 4×256 Kio | 18x      | 2,40 GHz | 8 Mio    | 95 W | LGA 1156 | 08/09/2009     | Core i7-870    |
| Xeon X3460 | 4         | 2,80 GHz  | 133 MHz | 21x   | 4×64 Kio | 4×256 Kio | 18x      | 2,40 GHz | 8 Mio    | 95 W | LGA 1156 | 08/09/2009     | Core i7-860    |
| Xeon X3450 | 4         | 2,67 GHz  | 133 MHz | 20x   | 4×64 Kio | 4×256 Kio | 18x      | 2,40 GHz | 8 Mio    | 95 W | LGA 1156 | 08/09/2009     |                |
| Xeon X3440 | 4         | 2,53 GHz  | 133 MHz | 19x   | 4×64 Kio | 4×256 Kio | 18x      | 2,40 GHz | 8 Mio    | 95 W | LGA 1156 | 08/09/2009     |                |
| Xeon X3430 | 4         | 2,40 GHz  | 133 MHz | 18x   | 4×64 Kio | 4×256 Kio | 18x      | 2,40 GHz | 8 Mio    | 95 W | LGA 1156 | 08/09/2009     |                |
| Xeon L3426 | 4         | 1,87 GHz  | 133 MHz | 14x   | 4×64 Kio | 4×256 Kio | 18x      | 2,40 GHz | 8 Mio    | 45 W | LGA 1156 | 08/09/2009     |                |

#### Bloomfield (3500)
| Modèle     | Nb. cœurs | Fréquence | FSB     | Mult. | Mult. QPI | QPI (2x)  | Cache L1 | Cache L2  | Mult. L3 | Fréq. L3 | Cache L3 | TDP   | Socket   | Date de sortie | Equiv. Desktop |
| ---------- | --------- | --------- | ------- | ----- | --------- | --------- | -------- | --------- | -------- | -------- | -------- | ----- | -------- | -------------- | -------------- |
| Xeon W3580 | 4         | 3,33 GHz  | 133 MHz | 25x   | 24x       | 6400 MT/s | 4×64 Kio | 4×256 Kio | 20x      | 2,67 GHz | 8 Mio    | 130 W | LGA 1366 | 05/08/2009     | Core i7-975    |
| Xeon W3570 | 4         | 3,20 GHz  | 133 MHz | 24x   | 24x       | 6400 MT/s | 4×64 Kio | 4×256 Kio | 20x      | 2,67 GHz | 8 Mio    | 130 W | LGA 1366 | 30/03/2009     | Core i7-965    |
| Xeon W3565 | 4         | 3,20 GHz  | 133 MHz | 24x   | 18x       | 4800 MT/s | 4×64 Kio | 4×256 Kio | 16x      | 2,13 GHz | 8 Mio    | 130 W | LGA 1366 | 02/11/2009     | Core i7-960    |
| Xeon W3550 | 4         | 3,06 GHz  | 133 MHz | 23x   | 18x       | 4800 MT/s | 4×64 Kio | 4×256 Kio | 16x      | 2,13 GHz | 8 Mio    | 130 W | LGA 1366 | 05/08/2009     | Core i7-950    |
| Xeon W3540 | 4         | 2,93 GHz  | 133 MHz | 22x   | 18x       | 4800 MT/s | 4×64 Kio | 4×256 Kio | 16x      | 2,13 GHz | 8 Mio    | 130 W | LGA 1366 | 30/03/2009     | Core i7-940    |
| Xeon W3530 | 4         | 2,80 GHz  | 133 MHz | 21x   | 18x       | 4800 MT/s | 4×64 Kio | 4×256 Kio | 16x      | 2,13 GHz | 8 Mio    | 130 W | LGA 1366 | 16/03/2010     | Core i7-930    |
| Xeon W3520 | 4         | 2,67 GHz  | 133 MHz | 20x   | 18x       | 4800 MT/s | 4×64 Kio | 4×256 Kio | 16x      | 2,13 GHz | 8 Mio    | 130 W | LGA 1366 | 30/03/2009     | Core i7-920    |
| Xeon W3505 | 2         | 2,53 GHz  | 133 MHz | 19x   | 18x       | 4800 MT/s | 2×64 Kio | 2×256 Kio | 16x      | 2,13 GHz | 4 Mio    | 130 W | LGA 1366 |                |                |

#### Gulftown (3600)
| Modèle     | Nb. cœurs | Fréquence | FSB     | Mult. | Mult. QPI | QPI (2x)  | Cache L1 | Cache L2  | Mult. L3 | Fréq. L3 | Cache L3 | TDP   | Socket   | Date de sortie | Equiv. Desktop |
| ---------- | --------- | --------- | ------- | ----- | --------- | --------- | -------- | --------- | -------- | -------- | -------- | ----- | -------- | -------------- | -------------- |
| Xeon W3690 | 6         | 3,46 GHz  | 133 MHz | 26x   | 24x       | 6400 MT/s | 6×64 Kio | 6×256 Kio | 18x      | 2,40 GHz | 12 Mio   | 130 W | LGA 1366 | 02/2011        | Core i7-990X   |
| Xeon W3680 | 6         | 3,33 GHz  | 133 MHz | 25x   | 24x       | 6400 MT/s | 6×64 Kio | 6×256 Kio | 18x      | 2,40 GHz | 12 Mio   | 130 W | LGA 1366 | 16/03/2010     | Core i7-980X   |
| Xeon W3670 | 6         | 3,20 GHz  | 133 MHz | 24x   | 18x       | 4800 MT/s | 6×64 Kio | 6×256 Kio | 18x      | 2,40 GHz | 12 Mio   | 130 W | LGA 1366 | 30/08/2010     | Core i7-970    |

### ArchitectureSandy Bridge

#### E3-1200
| Modèle        | Cœurs | Threads | Fréquence | FSB     | Mult. | Cache L1 | Cache L2  | Cache L3 | IGP     | TDP  | Socket   | Date de sortie | Equiv. Desktop |
| ------------- | ----- | ------- | --------- | ------- | ----- | -------- | --------- | -------- | ------- | ---- | -------- | -------------- | -------------- |
| Xeon E3-1290  | 4     | 8       | 3,6 GHz   | 100 MHz | 36x   | 4×64 Kio | 4×256 Kio | 8 Mio    | non     | 95 W | LGA 1155 | 29/05/2011     |                |
| Xeon E3-1280  | 4     | 8       | 3,5 GHz   | 100 MHz | 35x   | 4×64 Kio | 4×256 Kio | 8 Mio    | non     | 95 W | LGA 1155 | 04/2011        |                |
| Xeon E3-1275  | 4     | 8       | 3,4 GHz   | 100 MHz | 34x   | 4×64 Kio | 4×256 Kio | 8 Mio    | 850 MHz | 95 W | LGA 1155 | 04/2011        | Core i7-2600   |
| Xeon E3-1270  | 4     | 8       | 3,4 GHz   | 100 MHz | 34x   | 4×64 Kio | 4×256 Kio | 8 Mio    | non     | 80 W | LGA 1155 | 04/2011        |                |
| Xeon E3-1260L | 4     | 8       | 2,4 GHz   | 100 MHz | 24x   | 4×64 Kio | 4×256 Kio | 8 Mio    | 650 MHz | 45 W | LGA 1155 | 04/2011        |                |
| Xeon E3-1245  | 4     | 8       | 3,3 GHz   | 100 MHz | 33x   | 4×64 Kio | 4×256 Kio | 8 Mio    | 850 MHz | 95 W | LGA 1155 | 04/2011        |                |
| Xeon E3-1240  | 4     | 8       | 3,3 GHz   | 100 MHz | 33x   | 4×64 Kio | 4×256 Kio | 8 Mio    | non     | 80 W | LGA 1155 | 04/2011        |                |
| Xeon E3-1235  | 4     | 8       | 3,2 GHz   | 100 MHz | 32x   | 4×64 Kio | 4×256 Kio | 8 Mio    | 850 MHz | 95 W | LGA 1155 | 04/2011        |                |
| Xeon E3-1230  | 4     | 8       | 3,2 GHz   | 100 MHz | 32x   | 4×64 Kio | 4×256 Kio | 8 Mio    | non     | 80 W | LGA 1155 | 04/2011        |                |
| Xeon E3-1225  | 4     | 4       | 3,1 GHz   | 100 MHz | 31x   | 4×64 Kio | 4×256 Kio | 6 Mio    | 850 MHz | 95 W | LGA 1155 | 04/2011        |                |
| Xeon E3-1220L | 2     | 4       | 2,2 GHz   | 100 MHz | 22x   | 2×64 Kio | 2×256 Kio | 3 Mio    | non     | 20 W | LGA 1155 | 04/2011        |                |
| Xeon E3-1220  | 4     | 4       | 3,1 GHz   | 100 MHz | 31x   | 4×64 Kio | 4×256 Kio | 8 Mio    | non     | 80 W | LGA 1155 | 04/2011        |                |

## Xeon / Xeon 5000
Les Pentium, Pentium Pro, Pentium II et Pentium III pouvaient fonctionner en mode bi-processeurs, ce n'est plus le cas depuis le Pentium 4, la gamme Xeon s'impose avec son socket spécifique.

### ArchitectureP6

#### Cascades
Processeur basé sur le Pentium III, avec le cache L2 on-die, gravure en 0,18 µm. Bien que fonctionnant sur le connecteur SC330, le mode quadri processeur n'est pas autorisé.
| Nom du modèle            | Nombre de cœurs | Fréquence | Front Side Bus | Multipl. | Cache L1 | Cache L2 | TDP | Socket | Date de sortie |
| ------------------------ | --------------- | --------- | -------------- | -------- | -------- | -------- | --- | ------ | -------------- |
| Pentium III Xeon 1 GHz   | 1               | 1 GHz     | 133 MT/s       | 7,5 x    | 32 Kio   | 256 Kio  |     | Slot 2 |                |
| Pentium III Xeon 933 MHz | 1               | 933 MHz   | 133 MT/s       | 7 x      | 32 Kio   | 256 Kio  |     | Slot 2 |                |
| Pentium III Xeon 866 MHz | 1               | 866 MHz   | 133 MT/s       | 6,5 x    | 32 Kio   | 256 Kio  |     | Slot 2 |                |
| Pentium III Xeon 800 MHz | 1               | 800 MHz   | 133 MT/s       | 6 x      | 32 Kio   | 256 Kio  |     | Slot 2 |                |
| Pentium III Xeon 733 MHz | 1               | 733 MHz   | 133 MT/s       | 5,5 x    | 32 Kio   | 256 Kio  |     | Slot 2 |                |
| Pentium III Xeon 667 MHz | 1               | 666 MHz   | 133 MT/s       | 5 x      | 32 Kio   | 256 Kio  |     | Slot 2 |                |
| Pentium III Xeon 600 MHz | 1               | 600 MHz   | 133 MT/s       | 4,5 x    | 32 Kio   | 256 Kio  |     | Slot 2 |                |

### ArchitectureNetBurst

#### Foster
- MMX, SSE, SSE2

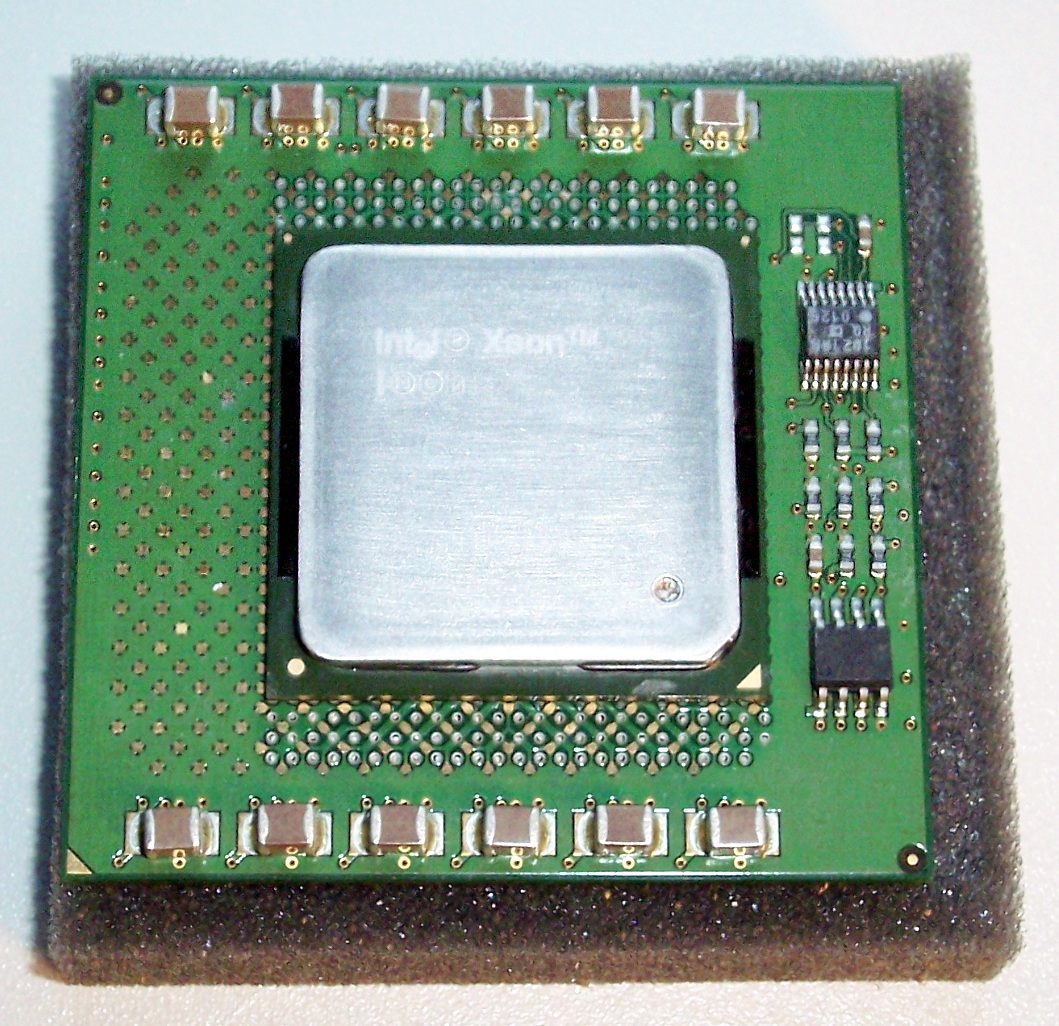
Intel Xeon 1,7 GHz (Foster)

- Tension de fonctionnement (VCore) : 1,7 V
- Finesse de gravure : 180 nm

| Nom du modèle | Nombre de cœurs | Fréquence | Front Side Bus | Multipl. | Cache L1 | Cache L2 | TDP  | Socket     | Date de sortie |
| ------------- | --------------- | --------- | -------------- | -------- | -------- | -------- | ---- | ---------- | -------------- |
| Xeon 2.0 GHz  | 1               | 2,00 GHz  | 400 MT/s       | 20 x     | 8 Kio    | 256 Kio  | 72 W | Socket 603 |                |
| Xeon 1.7 GHz  | 1               | 1,70 GHz  | 400 MT/s       | 17 x     | 8 Kio    | 256 Kio  | 72 W | Socket 603 |                |
| Xeon 1.5 GHz  | 1               | 1,50 GHz  | 400 MT/s       | 15 x     | 8 Kio    | 256 Kio  | 72W  | Socket 603 |                |
| Xeon 1.4 GHz  | 1               | 1,40 GHz  | 400 MT/s       | 14 x     | 8 Kio    | 256 Kio  | 72 W | Socket 603 |                |

#### Prestonia
- MMX, SSE, SSE2, Hyperthreading
- Tension de fonctionnement (VCore) : 1,5 V
- Finesse de gravure : 130 nm

| Nom du modèle   | Nombre de cœurs | Fréquence | Front Side Bus | Multipl. | Cache L1 | Cache L2 | Cache L3 | TDP  | Socket     | Date de sortie |
| --------------- | --------------- | --------- | -------------- | -------- | -------- | -------- | -------- | ---- | ---------- | -------------- |
| Xeon 3.2C GHz   | 1               | 3,20 GHz  | 533 MT/s       | 24 x     | 8 Kio    | 512 Kio  | 2 Mio    | 92 W | Socket 604 |                |
| Xeon 3.2 GHz    | 1               | 3,20 GHz  | 533 MT/s       | 24 x     | 8 Kio    | 512 Kio  | 1 Mio    | 92 W | Socket 604 |                |
| Xeon 3.06A GHz  | 1               | 3,06 GHz  | 533 MT/s       | 23 x     | 8 Kio    | 512 Kio  | 1 Mio    | 92 W | Socket 604 |                |
| Xeon 3.06 GHz   | 1               | 3,06 GHz  | 533 MT/s       | 23 x     | 8 Kio    | 512 Kio  |          | 92 W | Socket 604 |                |
| Xeon 3.0 GHz    | 1               | 3,00 GHz  | 400 MT/s       | 30 x     | 8 Kio    | 512 Kio  |          | 92W  | Socket 603 |                |
| Xeon 2.8B GHz   | 1               | 2,80 GHz  | 533 MT/s       | 21 x     | 8 Kio    | 512 Kio  |          | 92 W | Socket 604 |                |
| Xeon 2.8A GHz   | 1               | 2,80 GHz  | 533 MT/s       | 21 x     | 8 Kio    | 512 Kio  | 1 Mio    | 92 W | Socket 604 |                |
| Xeon 2.8 GHz    | 1               | 2,80 GHz  | 400 MT/s       | 28 x     | 8 Kio    | 512 Kio  |          | 92 W | Socket 603 |                |
| Xeon 2.66 GHz   | 1               | 2,66 GHz  | 533 MT/s       | 20 x     | 8 Kio    | 512 Kio  |          | 92 W | Socket 604 |                |
| Xeon 2.6 GHz    | 1               | 2,60 GHz  | 400 MT/s       | 26 x     | 8 Kio    | 512 Kio  |          | 92 W | Socket 603 |                |
| Xeon 2.4B GHz   | 1               | 2,40 GHz  | 533 MT/s       | 18 x     | 8 Kio    | 512 Kio  |          | 92 W | Socket 604 |                |
| Xeon 2.4A GHz   | 1               | 2,40 GHz  | 533 MT/s       | 18 x     | 8 Kio    | 512 Kio  | 1 Mio    | 92 W | Socket 604 |                |
| Xeon 2.4 GHz    | 1               | 2,40 GHz  | 400 MT/s       | 24 x     | 8 Kio    | 512 Kio  |          | 92 W | Socket 603 |                |
| Xeon 2.4 GHz LV | 1               | 2,40 GHz  | 533 MT/s       | 18 x     | 8 Kio    | 512 Kio  |          | 40 W | Socket 604 |                |
| Xeon 2.2 GHz    | 1               | 2,20 GHz  | 400 MT/s       | 22 x     | 8 Kio    | 512 Kio  |          | 92 W | Socket 603 |                |
| Xeon 2.0B GHz   | 1               | 2,00 GHz  | 533 MT/s       | 15 x     | 8 Kio    | 512 Kio  |          | 92 W | Socket 604 |                |
| Xeon 2.0A GHz   | 1               | 2,00 GHz  | 400 MT/s       | 20 x     | 8 Kio    | 512 Kio  |          | 92 W | Socket 603 |                |
| Xeon 2.0 GHz LV | 1               | 2,00 GHz  | 400 MT/s       | 20 x     | 8 Kio    | 512 Kio  |          | 35 W | Socket 604 |                |
| Xeon 1.8 GHz    | 1               | 1,80 GHz  | 400 MT/s       | 18 x     | 8 Kio    | 512 Kio  |          | 92 W | Socket 603 |                |
| Xeon 1.6 GHz LV | 1               | 1,60 GHz  | 400 MT/s       | 16 x     | 8 Kio    | 512 Kio  |          | 30 W | Socket 604 |                |

#### Nocona
- MMX, SSE, SSE2, Hyperthreading, SSE3, Intel 64
- Tension de fonctionnement (VCore) : 1,4 V (LV : 1,2 V)
- Finesse de gravure : 90 nm

| Nom du modèle   | Nombre de cœurs | Fréquence | Front Side Bus | Multipl. | Cache L1 | Cache L2 | TDP  | Socket     | Date de sortie |
| --------------- | --------------- | --------- | -------------- | -------- | -------- | -------- | ---- | ---------- | -------------- |
| Xeon 3.6 GHz    | 1               | 3,60 GHz  | 800 MT/s       | 18 x     | 16 Kio   | 1 Mio    | 103W | Socket 604 |                |
| Xeon 3.4 GHz    | 1               | 3,40 GHz  | 800 MT/s       | 17 x     | 16 Kio   | 1 Mio    | 103W | Socket 604 |                |
| Xeon 3.2D GHz   | 1               | 3,20 GHz  | 800 MT/s       | 16 x     | 16 Kio   | 1 Mio    | 103W | Socket 604 |                |
| Xeon 3.0D GHz   | 1               | 3,00 GHz  | 800 MT/s       | 15 x     | 16 Kio   | 1 Mio    | 103W | Socket 604 |                |
| Xeon 2.8D GHz   | 1               | 2,80 GHz  | 800 MT/s       | 14 x     | 16 Kio   | 1 Mio    | 103W | Socket 604 |                |
| Xeon 2.8 GHz LV | 1               | 2,80 GHz  | 800 MT/s       | 14 x     | 16 Kio   | 1 Mio    | 55W  | Socket 604 |                |

#### Irwindale
- MMX, SSE, SSE2, Hyperthreading, SSE3, Intel 64
- Tension de fonctionnement (VCore) : 1,38 V
- Finesse de gravure : 90 nm

| Nom du modèle   | Nombre de cœurs | Fréquence | Front Side Bus | Multipl. | Cache L1 | Cache L2 | TDP  | Socket     | Date de sortie |
| --------------- | --------------- | --------- | -------------- | -------- | -------- | -------- | ---- | ---------- | -------------- |
| Xeon 3.8 GHz    | 1               | 3,80 GHz  | 800 MT/s       | 19 x     | 16 Kio   | 2 Mio    | 110W | Socket 604 |                |
| Xeon 3.6E GHz   | 1               | 3,60 GHz  | 800 MT/s       | 18 x     | 16 Kio   | 2 Mio    | 110W | Socket 604 |                |
| Xeon 3.4E GHz   | 1               | 3,40 GHz  | 800 MT/s       | 17 x     | 16 Kio   | 2 Mio    | 110W | Socket 604 |                |
| Xeon 3.2E GHz   | 1               | 3,20 GHz  | 800 MT/s       | 16 x     | 16 Kio   | 2 Mio    | 110W | Socket 604 |                |
| Xeon 3.2 MV GHz | 1               | 3,20 GHz  | 800 MT/s       | 16 x     | 16 Kio   | 2 Mio    | 90 W | Socket 604 |                |
| Xeon 3.0E GHz   | 1               | 3,00 GHz  | 800 MT/s       | 15 x     | 16 Kio   | 2 Mio    | 110W | Socket 604 |                |
| Xeon 3.0 LV GHz | 1               | 3,00 GHz  | 800 MT/s       | 15 x     | 16 Kio   | 2 Mio    | 55 W | Socket 604 |                |
| Xeon 2.8E GHz   | 1               | 2,80 GHz  | 800 MT/s       | 14 x     | 16 Kio   | 2 Mio    | 110W | Socket 604 |                |

#### Paxville
Le 1er Xeon Dual-Core pour plate-forme DP.
- MMX, SSE, SSE2, Hyperthreading, SSE3, Intel 64
- Tension de fonctionnement (VCore) : 1,38 V
- Finesse de gravure : 90 nm

| Nom du modèle          | Nombre de cœurs | Fréquence | Front Side Bus | Multipl. | Cache L1 | Cache L2 | TDP  | Socket     | Date de sortie |
| ---------------------- | --------------- | --------- | -------------- | -------- | -------- | -------- | ---- | ---------- | -------------- |
| Xeon Dual-Core 2.8 GHz | 2               | 2,80 GHz  | 800 MT/s       | 14 x     | 2x16 Kio | 2x2 Mio  | 110W | Socket 604 |                |

#### Dempsey (5000)
Tous ces processeurs sont gravés en 65 nm et fonctionnent sur socket 771. 
| Nom du modèle | Nb. cœurs | Fréquence | Front Side Bus | Mult. | Cache L1 | Cache L2 | Consommation | Socket  | Date de sortie |
| ------------- | --------- | --------- | -------------- | ----- | -------- | -------- | ------------ | ------- | -------------- |
| Xeon 5080     | 2         | 3,73 GHz  | 1066 MT/s      | 14 x  | 2×16 Kio | 2×2 Mio  | 130 W        | LGA 771 |                |
| Xeon 5070     | 2         | 3,46 GHz  | 1066 MT/s      | 13 x  | 2×16 Kio | 2×2 Mio  | 130 W        | LGA 771 |                |
| Xeon 5063     | 2         | 3,20 GHz  | 1066 MT/s      | 12 x  | 2×16 Kio | 2×2 Mio  | 95 W         | LGA 771 |                |
| Xeon 5060     | 2         | 3,20 GHz  | 1066 MT/s      | 12 x  | 2×16 Kio | 2×2 Mio  | 130 W        | LGA 771 |                |
| Xeon 5050     | 2         | 3,00 GHz  | 667 MT/s       | 18 x  | 2×16 Kio | 2×2 Mio  | 95 W         | LGA 771 |                |
| Xeon 5040     | 2         | 2,83 GHz  | 667 MT/s       | 17 x  | 2×16 Kio | 2×2 Mio  | 95 W         | LGA 771 |                |
| Xeon 5030     | 2         | 2,67 GHz  | 667 MT/s       | 16 x  | 2×16 Kio | 2×2 Mio  | 95 W         | LGA 771 |                |
| Xeon 5020     | 2         | 2,50 GHz  | 667 MT/s       | 15 x  | 2×16 Kio | 2×2 Mio  | 95 W         | LGA 771 |                |

### Architecture P6

#### Sossaman
Xeon LV, sur base Yonah.
- MMX, SSE, SSE2, VT
- Tension de fonctionnement (VCore) : 1,38 V
- Finesse de gravure : 65 nm

| Nom du modèle              | Nb. cœurs | Fréquence | Front Side Bus | Mult. | Cache L1 | Cache L2 | Consommation | Socket   | Date de sortie |
| -------------------------- | --------- | --------- | -------------- | ----- | -------- | -------- | ------------ | -------- | -------------- |
| Xeon Dual-Core LV 2.16 GHz | 2         | 2,16 GHz  | 667 MT/s       | 13 x  | 2×64 Kio | 2 Mio    | 31 W         | Socket M |                |
| Xeon Dual-Core LV 2.0 GHz  | 2         | 2,00 GHz  | 667 MT/s       | 12 x  | 2×64 Kio | 2 Mio    | 31 W         | Socket M |                |
| Xeon Dual-Core LV 1.6 GHz  | 2         | 1,67 GHz  | 667 MT/s       | 10 x  | 2×64 Kio | 2 Mio    | 31 W         | Socket M |                |
| Xeon Dual-Core ULV 1.6 GHz | 2         | 1,67 GHz  | 667 MT/s       | 10 x  | 2×64 Kio | 2 Mio    | 15 W         | Socket M |                |

### Architecture Core

#### Woodcrest (5100)
Le WoodCrest est la déclinaison  du Conroe sur socket 771.
Le microprocesseur Intel Xeon WoodCrest est un processeur pour serveur et stations de travail multi-processeurs, bi-cœur, bi-processeur, de la gamme Xeon et utilisant la microarchitecture Core Woodcrest.
| Modèle    | Nb. cœurs | Nb. max proc. | Fréquence | Cache L1  | Cache L2 | Mult. | Tension | TDP  | FSB       | Socket | Référence | Commercialisation |
| --------- | --------- | ------------- | --------- | --------- | -------- | ----- | ------- | ---- | --------- | ------ | --------- | ----------------- |
| Xeon      |           |               |           |           |          |       |         |      |           |        |           |                   |
| Xeon 5160 | 2         | 2             | 3,00 GHz  | 2 × 64 ko | 4 Mio    | ×9    |         | 80 W | 1333 MT/s | LGA771 |           |                   |
| Xeon 5150 | 2         | 2             | 2,66 GHz  | 2 × 64 ko | 4 Mio    | ×8    |         | 65 W | 1333 MT/s | LGA771 |           |                   |
| Xeon 5148 | 2         | 2             | 2,33 GHz  | 2 × 64 ko | 4 Mio    | ×7    |         | 40 W | 1333 MT/s | LGA771 |           |                   |
| Xeon 5140 | 2         | 2             | 2,33 GHz  | 2 × 64 ko | 4 Mio    | ×7    |         | 65 W | 1333 MT/s | LGA771 |           |                   |
| Xeon 5138 | 2         | 2             | 2,00 GHz  | 2 × 64 ko | 4 Mio    | ×6    |         | 35 W | 1333 MT/s | LGA771 |           |                   |
| Xeon 5130 | 2         | 2             | 2,00 GHz  | 2 × 64 ko | 4 Mio    | ×6    |         | 65 W | 1333 MT/s | LGA771 |           |                   |
| Xeon 5128 | 2         | 2             | 1,86 GHz  | 2 × 64 ko | 4 Mio    | ×7    |         | 40 W | 1066 MT/s | LGA771 |           |                   |
| Xeon 5120 | 2         | 2             | 1,86 GHz  | 2 × 64 ko | 4 Mio    | ×7    |         | 65 W | 1066 MT/s | LGA771 |           |                   |
| Xeon 5110 | 2         | 2             | 1,60 GHz  | 2 × 64 ko | 4 Mio    | ×6    |         | 65 W | 1066 MT/s | LGA771 |           |                   |

#### Clovertown (5300)
Le microprocesseur Intel Xeon Clovertown est un processeur quadruple-cœur pour serveur et stations de travail de la gamme Xeon et utilisant la microarchitecture Core. Il est commercialisé pour la première fois en avril 2007.
Il est composé de deux cœurs Woodcrest, soit 4 cœurs sur un seul die. Il dispose donc d'un cache L2 partagé de 2×4 Mio.
| Modèle     | Nb. cœurs | Nb. max proc. | Fréquence | Cache L1  | Cache L2 | Mult. | Tension | TDP   | FSB       | Socket | Référence | Commercialisation |
| ---------- | --------- | ------------- | --------- | --------- | -------- | ----- | ------- | ----- | --------- | ------ | --------- | ----------------- |
| Xeon       |           |               |           |           |          |       |         |       |           |        |           |                   |
| Xeon X5365 | 4         | 2             | 3,00 GHz  | 4 × 64 ko | 2 × 4 Mo | ×9    |         | 120 W | 1333 MT/s | LGA771 |           | septembre 2007    |
| Xeon X5355 | 4         | 2             | 2,66 GHz  | 4 × 64 ko | 2 × 4 Mo | ×8    |         | 120 W | 1333 MT/s | LGA771 |           |                   |
| Xeon X5345 | 4         | 2             | 2,33 GHz  | 4 × 64 ko | 2 × 4 Mo | ×7    |         | 80 W  | 1333 MT/s | LGA771 |           | 4 avril 2007      |
| Xeon E5335 | 4         | 2             | 2,00 GHz  | 4 × 64 ko | 2 × 4 Mo | ×6    |         | 80 W  | 1333 MT/s | LGA771 |           | 4 avril 2007      |
| Xeon L5335 | 4         | 2             | 2,00 GHz  | 4 × 64 ko | 2 × 4 Mo | ×6    |         | 50 W  | 1333 MT/s | LGA771 |           |                   |
| Xeon E5320 | 4         | 2             | 1,86 GHz  | 4 × 64 ko | 2 × 4 Mo | ×7    |         | 80 W  | 1066 MT/s | LGA771 |           |                   |
| Xeon L5320 | 4         | 2             | 1,86 GHz  | 4 × 64 ko | 2 × 4 Mo | ×7    |         | 50 W  | 1066 MT/s | LGA771 |           |                   |
| Xeon E5310 | 4         | 2             | 1,60 GHz  | 4 × 64 ko | 2 × 4 Mo | ×6    |         | 80 W  | 1066 MT/s | LGA771 |           |                   |
| Xeon L5318 | 4         | 2             | 1,60 GHz  | 4 × 64 ko | 2 × 4 Mo | ×6    |         | 40 W  | 1066 MT/s | LGA771 |           |                   |
| Xeon L5310 | 4         | 2             | 1,60 GHz  | 4 × 64 ko | 2 × 4 Mo | ×6    |         | 50 W  | 1066 MT/s | LGA771 |           |                   |

#### Wolfdale DP (5200)
Les Wolfdale DP sont des Xeon double cœurs natifs.  Ils sont gravés en 45 nm et son déclinés du die shrink Penryn
| Nom du modèle | Nb. cœurs | Fréquence | Front Side Bus | Mult. | Cache L1 | Cache L2 | TDP  | Socket  | Date de sortie |
| ------------- | --------- | --------- | -------------- | ----- | -------- | -------- | ---- | ------- | -------------- |
| Xeon X5272    | 2         | 3,40 GHz  | 1600 MT/s      | 8.5x  | 2×64 Kio | 6 Mio    | 80 W | LGA 771 | 12/11/07       |
| Xeon X5270    | 2         | 3,50 GHz  | 1333 MT/s      | 10,5x | 2×64 Kio | 6 Mio    | 80 W | LGA 771 | 08/09/08       |
| Xeon X5260    | 2         | 3,33 GHz  | 1333 MT/s      | 10x   | 2×64 Kio | 6 Mio    | 80 W | LGA 771 | 12/11/07       |
| Xeon E5240    | 2         | 3,00 GHz  | 1333 MT/s      | 9x    | 2×64 Kio | 6 Mio    | 65 W | LGA 771 | 03/2008        |
| Xeon L5240    | 2         | 3,00 GHz  | 1333 MT/s      | 9x    | 2×64 Kio | 6 Mio    | 40 W | LGA 771 | 07/2008        |
| Xeon L5238    | 2         | 2,66 GHz  | 1333 MT/s      | 8x    | 2×64 Kio | 6 Mio    | 35 W | LGA 771 | 03/2008        |
| Xeon E5220    | 2         | 2,33 GHz  | 1333 MT/s      | 7x    | 2×64 Kio | 6 Mio    | 65 W | LGA 771 | 03/2008        |
| Xeon E5205    | 2         | 1,86 GHz  | 1066 MT/s      | 7x    | 2×64 Kio | 6 Mio    | 65 W | LGA 771 | 12/11/07       |

#### Harpertown (5400)
| Modèle       | Nb. cœurs | Nb. max proc. | Fréquence | Cache L1   | Cache L2  | Mult. | Tension       | TDP               | FSB       | Socket  | Référence      | Commercialisation |
| ------------ | --------- | ------------- | --------- | ---------- | --------- | ----- | ------------- | ----------------- | --------- | ------- | -------------- | ----------------- |
| Xeon - X54xx |           |               |           |            |           |       |               |                   |           |         |                |                   |
| X5492        | 4         | 2             | 3,40 GHz  | 4 × 64 Kio | 2 × 6 Mio | ×8,5  |               | 150 W             | 1600 MT/s | LGA 771 |                | 08/09/2008        |
| X5482        | 4         | 2             | 3,20 GHz  | 4 × 64 Kio | 2 × 6 Mio | ×8    | 0,85 - 1,35 V | 150 W C0 120 W E0 | 1600 MT/s | LGA 771 | EU80574KL088N  | 12 novembre 2007  |
| X5472        | 4         | 2             | 3,00 GHz  | 4 × 64 Kio | 2 × 6 Mio | ×7,5  | 0,85 - 1,35 V | 120 W             | 1600 MT/s | LGA 771 | EU80574KL080NT | 12 novembre 2007  |
| X5470        | 4         | 2             | 3,33 GHz  | 4 × 64 Kio | 2 × 6 Mio | ×10   |               | 120 W             | 1333 MT/s | LGA 771 |                | 08/09/2008        |
| X5460        | 4         | 2             | 3,16 GHz  | 4 × 64 Kio | 2 × 6 Mio | ×9,5  | 0,85 - 1,35 V | 120 W             | 1333 MT/s | LGA 771 | EU80574KJ087N  | 12 novembre 2007  |
| X5450        | 4         | 2             | 3,00 GHz  | 4 × 64 Kio | 2 × 6 Mio | ×9    | 0,85 - 1,35 V | 120 W             | 1333 MT/s | LGA 771 | EU80574KJ080NT | 12 novembre 2007  |
| Xeon - E54xx |           |               |           |            |           |       |               |                   |           |         |                |                   |
| E5472        | 4         | 2             | 3,00 GHz  | 4 × 64 Kio | 2 × 6 Mio | ×7,5  | 0,85 - 1,35 V | 80 W              | 1600 MT/s | LGA 771 | EU80574KL080N  | 12 novembre 2007  |
| E5462        | 4         | 2             | 2,80 GHz  | 4 × 64 Kio | 2 × 6 Mio | x7    | 0,85 - 1,35 V | 80 W              | 1600 MT/s | LGA 771 | EU80574KL072N  | 12 novembre 2007  |
| E5450        | 4         | 2             | 3,00 GHz  | 4 × 64 Kio | 2 × 6 Mio | ×9    | 0,85 - 1,35 V | 80 W              | 1333 MT/s | LGA 771 | EU80574KJ080N  | 12 novembre 2007  |
| E5440        | 4         | 2             | 2,83 GHz  | 4 × 64 Kio | 2 × 6 Mio | ×8,5  | 0,85 - 1,35 V | 80 W              | 1333 MT/s | LGA 771 | EU80574KJ073N  | 12 novembre 2007  |
| E5430        | 4         | 2             | 2,66 GHz  | 4 × 64 Kio | 2 × 6 Mio | ×8    | 0,85 - 1,35 V | 80 W              | 1333 MT/s | LGA 771 | EU80574KJ067N  | 12 novembre 2007  |
| E5420        | 4         | 2             | 2,50 GHz  | 4 × 64 Kio | 2 × 6 Mio | ×7,5  | 0,85 - 1,35 V | 80 W              | 1333 MT/s | LGA 771 | EU80574KJ060N  | 12 novembre 2007  |
| E5410        | 4         | 2             | 2,33 GHz  | 4 × 64 Kio | 2 × 6 Mio | ×7    | 0,85 - 1,35 V | 80 W              | 1333 MT/s | LGA 771 | EU80574KJ053N  | 12 novembre 2007  |
| E5405        | 4         | 2             | 2,00 GHz  | 4 × 64 Kio | 2 × 6 Mio | ×6    | 0,85 - 1,35 V | 80 W              | 1333 MT/s | LGA 771 | EU80574KJ041N  | 12 novembre 2007  |
| Xeon - L54xx |           |               |           |            |           |       |               |                   |           |         |                |                   |
| L5430        | 4         | 2             | 2,66 GHz  | 4 × 64 Kio | 2 × 6 Mio | ×8    |               | 50 W              | 1333 MT/s | LGA 771 |                | 2008              |
| L5420        | 4         | 2             | 2,50 GHz  | 4 × 64 Kio | 2 × 6 Mio | ×7,5  |               | 50 W              | 1333 MT/s | LGA 771 |                | 26/03/2008        |
| L5410        | 4         | 2             | 2,33 GHz  | 4 × 64 Kio | 2 × 6 Mio | ×7    |               | 50 W              | 1333 MT/s | LGA 771 |                | 26/03/2008        |
| L5408        | 4         | 2             | 2,13 GHz  | 4 × 64 Kio | 2 × 6 Mio | x8    |               | 40 W              | 1066 MT/s | LGA 771 |                | 2d trim. 2008     |

### Architecture Nehalem

#### Gainestown (5500)
Le Gainestown est également appelé Nehalem-EP.
| Modèle     | Nb. cœurs | FSB     | Mult. | Fréquence | Mult. QPI | QPI (2x)  | Cache L1 | Cache L2  | Mult. L3 | Fréq. L3 | Cache L3 | TDP   | Socket   | Date de sortie |
| ---------- | --------- | ------- | ----- | --------- | --------- | --------- | -------- | --------- | -------- | -------- | -------- | ----- | -------- | -------------- |
| Xeon W5590 | 4         | 133 MHz | 25x   | 3,33 GHz  | 24x       | 6400 MT/s | 4×64 Kio | 4×256 Kio | 20x      | 2,67 GHz | 8 Mio    | 130 W | LGA 1366 | 05/08/2009     |
| Xeon W5580 | 4         | 133 MHz | 24x   | 3,20 GHz  | 24x       | 6400 MT/s | 4×64 Kio | 4×256 Kio | 20x      | 2,67 GHz | 8 Mio    | 130 W | LGA 1366 | 30/03/2009     |
| Xeon X5570 | 4         | 133 MHz | 22x   | 2,93 GHz  | 24x       | 6400 MT/s | 4×64 Kio | 4×256 Kio | 20x      | 2,67 GHz | 8 Mio    | 95 W  | LGA 1366 | 30/03/2009     |
| Xeon X5560 | 4         | 133 MHz | 21x   | 2,80 GHz  | 24x       | 6400 MT/s | 4×64 Kio | 4×256 Kio | 20x      | 2,67 GHz | 8 Mio    | 95 W  | LGA 1366 | 30/03/2009     |
| Xeon X5550 | 4         | 133 MHz | 20x   | 2,67 GHz  | 24x       | 6400 MT/s | 4×64 Kio | 4×256 Kio | 20x      | 2,67 GHz | 8 Mio    | 95 W  | LGA 1366 | 30/03/2009     |
| Xeon E5540 | 4         | 133 MHz | 19x   | 2,53 GHz  | 22x       | 5867 MT/s | 4×64 Kio | 4×256 Kio | 16x      | 2,13 GHz | 8 Mio    | 80 W  | LGA 1366 | 30/03/2009     |
| Xeon E5530 | 4         | 133 MHz | 18x   | 2,40 GHz  | 22x       | 5867 MT/s | 4×64 Kio | 4×256 Kio | 16x      | 2,13 GHz | 8 Mio    | 80 W  | LGA 1366 | 30/03/2009     |
| Xeon L5530 | 4         | 133 MHz | 18x   | 2,40 GHz  | 22x       | 5867 MT/s | 4×64 Kio | 4×256 Kio | 16x      | 2,13 GHz | 8 Mio    | 60 W  | LGA 1366 | 05/08/2009     |
| Xeon E5520 | 4         | 133 MHz | 17x   | 2,27 GHz  | 22x       | 5867 MT/s | 4×64 Kio | 4×256 Kio | 16x      | 2,13 GHz | 8 Mio    | 80 W  | LGA 1366 | 30/03/2009     |
| Xeon L5520 | 4         | 133 MHz | 17x   | 2,27 GHz  | 22x       | 5867 MT/s | 4×64 Kio | 4×256 Kio | 16x      | 2,13 GHz | 8 Mio    | 60 W  | LGA 1366 | 30/03/2009     |
| Xeon L5518 | 4         | 133 MHz | 16x   | 2,13 GHz  | 22x       | 5867 MT/s | 4×64 Kio | 4×256 Kio | 16x      | 2,13 GHz | 8 Mio    | 60 W  | LGA 1366 | 30/03/2009     |
| Xeon L5508 | 2         | 133 MHz | 15x   | 2,00 GHz  | 22x       | 5867 MT/s | 2×64 Kio | 2×256 Kio | 16x      | 2,13 GHz | 8 Mio    | 38 W  | LGA 1366 | 30/03/2009     |
| Xeon E5506 | 4         | 133 MHz | 16x   | 2,13 GHz  | 18x       | 4800 MT/s | 4×64 Kio | 4×256 Kio | 12x      | 1,60 GHz | 4 Mio    | 80 W  | LGA 1366 | 30/03/2009     |
| Xeon L5506 | 4         | 133 MHz | 16x   | 2,13 GHz  | 18x       | 4800 MT/s | 4×64 Kio | 4×256 Kio | 12x      | 1,60 GHz | 4 Mio    | 60 W  | LGA 1366 | 30/03/2009     |
| Xeon E5504 | 4         | 133 MHz | 15x   | 2,00 GHz  | 18x       | 4800 MT/s | 4×64 Kio | 4×256 Kio | 12x      | 1,60 GHz | 4 Mio    | 80 W  | LGA 1366 | 30/03/2009     |
| Xeon E5502 | 2         | 133 MHz | 15x   | 2,00 GHz  | 18x       | 4800 MT/s | 2×64 Kio | 2×256 Kio | 12x      | 1,60 GHz | 4 Mio    | 80 W  | LGA 1366 | 30/03/2009     |

#### Gulftown (5600)
| Modèle     | Nb. cœurs | Fréquence | FSB     | Mult. | Mult. QPI | QPI (2x)  | Cache L1 | Cache L2  | Mult. L3 | Fréq. L3 | Cache L3 | TDP   | Date de sortie |
| ---------- | --------- | --------- | ------- | ----- | --------- | --------- | -------- | --------- | -------- | -------- | -------- | ----- | -------------- |
| Xeon X5698 | 2         | 4,40 GHz  | 133 MHz | 33x   | 24x       | 6400 MT/s | 2×64 Kio | 2×256 Kio | 18x      | 2,40 GHz | 12 Mio   | 130 W | 07/2011        |
| Xeon X5690 | 6         | 3,47 GHz  | 133 MHz | 26x   | 24x       | 6400 MT/s | 6×64 Kio | 6×256 Kio | 18x      | 2,40 GHz | 12 Mio   | 130 W | 02/2011        |
| Xeon X5687 | 4         | 3,60 GHz  | 133 MHz | 27x   | 24x       | 6400 MT/s | 4×64 Kio | 4×256 Kio | 18x      | 2,40 GHz | 12 Mio   | 130 W | 02/2011        |
| Xeon X5680 | 6         | 3,33 GHz  | 133 MHz | 25x   | 24x       | 6400 MT/s | 6×64 Kio | 6×256 Kio | 18x      | 2,40 GHz | 12 Mio   | 130 W | 16/03/2010     |
| Xeon X5677 | 4         | 3,47 GHz  | 133 MHz | 26x   | 24x       | 6400 MT/s | 4×64 Kio | 4×256 Kio | 18x      | 2,40 GHz | 12 Mio   | 130 W | 16/03/2010     |
| Xeon X5675 | 6         | 3,07 GHz  | 133 MHz | 23x   | 24x       | 6400 MT/s | 6×64 Kio | 6×256 Kio | 18x      | 2,40 GHz | 12 Mio   | 95 W  | 02/2011        |
| Xeon X5672 | 4         | 3,20 GHz  | 133 MHz | 24x   | 24x       | 6400 MT/s | 4×64 Kio | 4×256 Kio | 18x      | 2,40 GHz | 12 Mio   | 95 W  | 02/2011        |
| Xeon X5670 | 6         | 2,93 GHz  | 133 MHz | 22x   | 24x       | 6400 MT/s | 6×64 Kio | 6×256 Kio | 18x      | 2,40 GHz | 12 Mio   | 95 W  | 16/03/2010     |
| Xeon X5667 | 4         | 3,07 GHz  | 133 MHz | 23x   | 24x       | 6400 MT/s | 4×64 Kio | 4×256 Kio | 18x      | 2,40 GHz | 12 Mio   | 95 W  | 16/03/2010     |
| Xeon X5660 | 6         | 2,80 GHz  | 133 MHz | 21x   | 24x       | 6400 MT/s | 6×64 Kio | 6×256 Kio | 18x      | 2,40 GHz | 12 Mio   | 95 W  | 16/03/2010     |
| Xeon X5650 | 6         | 2,67 GHz  | 133 MHz | 20x   | 24x       | 6400 MT/s | 6×64 Kio | 6×256 Kio | 18x      | 2,40 GHz | 12 Mio   | 95 W  | 16/03/2010     |
| Xeon E5649 | 6         | 2,53 GHz  | 133 MHz | 19x   | 22x       | 5867 MT/s | 6×64 Kio | 6×256 Kio | 15x      | 2,00 GHz | 12 Mio   | 80 W  | 02/2011        |
| Xeon X5647 | 4         | 2,93 GHz  | 133 MHz | 22x   | 22x       | 5867 MT/s | 4×64 Kio | 4×256 Kio | 15x      | 2,00 GHz | 12 Mio   | 130 W | 02/2011        |
| Xeon E5645 | 6         | 2,40 GHz  | 133 MHz | 18x   | 22x       | 5867 MT/s | 6×64 Kio | 6×256 Kio | 15x      | 2,00 GHz | 12 Mio   | 80 W  | 16/03/2010     |
| Xeon E5640 | 4         | 2,67 GHz  | 133 MHz | 20x   | 22x       | 5867 MT/s | 4×64 Kio | 4×256 Kio | 15x      | 2,00 GHz | 12 Mio   | 80 W  | 16/03/2010     |
| Xeon L5640 | 6         | 2,27 GHz  | 133 MHz | 17x   | 22x       | 5867 MT/s | 6×64 Kio | 6×256 Kio | 15x      | 2,00 GHz | 12 Mio   | 60 W  | 16/03/2010     |
| Xeon L5638 | 6         | 2,00 GHz  | 133 MHz | 15x   | 22x       | 5867 MT/s | 6×64 Kio | 6×256 Kio | 15x      | 2,00 GHz | 12 Mio   | 60 W  | 16/03/2010     |
| Xeon E5630 | 4         | 2,53 GHz  | 133 MHz | 19x   | 22x       | 5867 MT/s | 4×64 Kio | 4×256 Kio | 15x      | 2,00 GHz | 12 Mio   | 80 W  | 16/03/2010     |
| Xeon L5630 | 4         | 2,13 GHz  | 133 MHz | 16x   | 22x       | 5867 MT/s | 4×64 Kio | 4×256 Kio | 15x      | 2,00 GHz | 12 Mio   | 40 W  | 16/03/2010     |
| Xeon E5620 | 4         | 2,40 GHz  | 133 MHz | 18x   | 22x       | 5867 MT/s | 4×64 Kio | 4×256 Kio | 15x      | 2,00 GHz | 12 Mio   | 80 W  | 16/03/2010     |
| Xeon L5618 | 4         | 1,87 GHz  | 133 MHz | 14x   | 22x       | 5867 MT/s | 4×64 Kio | 4×256 Kio | 15x      | 2,00 GHz | 12 Mio   | 40 W  | 16/03/2010     |
| Xeon L5609 | 4         | 1,87 GHz  | 133 MHz | 14x   | 18x       | 4800 MT/s | 4×64 Kio | 4×256 Kio | 15x      | 2,00 GHz | 12 Mio   | 40 W  | 16/03/2010     |
| Xeon E5607 | 4         | 2,26 GHz  | 133 MHz | 17x   | 18x       | 4800 MT/s | 4×64 Kio | 4×256 Kio | 15x      | 2,00 GHz | 8 Mio    | 80 W  | 02/2011        |
| Xeon E5606 | 4         | 2,13 GHz  | 133 MHz | 16x   | 18x       | 4800 MT/s | 4×64 Kio | 4×256 Kio | 15x      | 2,00 GHz | 8 Mio    | 80 W  | 02/2011        |
| Xeon E5603 | 4         | 1,60 GHz  | 133 MHz | 12x   | 18x       | 4800 MT/s | 4×64 Kio | 4×256 Kio | 15x      | 2,00 GHz | 4 Mio    | 80 W  | 02/2011        |

Pas d'HT sur les E5603, E5606, E5607 et L5609.

## Xeon 6000
Ces processeurs dérivés des Xeon 7000 sont destinés au marché du HPC, ils fonctionnent par 2 au maximum.

### Architecture Nehalem

#### Beckton (6500)
| Modèle     | Nb. cœurs | Fréquence | FSB     | Mult. | Mult. QPI | QPI (2x)  | Cache L1 | Cache L2  | Mult. L3 | Fréq. L3 | Cache L3 | TDP   | Date de sortie |
| ---------- | --------- | --------- | ------- | ----- | --------- | --------- | -------- | --------- | -------- | -------- | -------- | ----- | -------------- |
| Xeon X6550 | 8         | 2,00 GHz  | 133 MHz | 15x   | 24x       | 6400 MT/s | 8×64 Kio | 8×256 Kio | 16x      | 2,13 GHz | 18 Mio   | 130 W | 1T2010         |
| Xeon E6540 | 6         | 2,00 GHz  | 133 MHz | 15x   | 24x       | 6400 MT/s | 6×64 Kio | 6×256 Kio | 16x      | 2,13 GHz | 18 Mio   | 105 W | 1T2010         |
| Xeon E6510 | 4         | 1,73 GHz  | 133 MHz | 13x   | 18x       | 4800 MT/s | 4×64 Kio | 4×256 Kio | 12x      | 1,60 GHz | 12 Mio   | 105 W | 1T2010         |

## Xeon MP / Xeon 7000 / Xeon E7
Seuls ces processeurs peuvent fonctionner par 4 ou plus.

### Architecture P6
Famille basée sur l'architecture du Pentium Pro.

#### Deschutes
Ces processeurs sont basés sur la déclinaison Deschutes (gravée en 250 nm) du processeur Pentium II.
Les principales différences se situent au niveau de la mémoire cache de niveau 2, qui est cadencée à la même fréquence que le cœur et d'une taille allant jusqu'à 2 Mio, et l'utilisation d'une cartouche et d'une connectique SC330.
| Nom du modèle                 | Nombre de cœurs | Fréquence | Front Side Bus | Multiplication | Cache L1 | Cache L2 | TDP    | Socket | Date de sortie |
| ----------------------------- | --------------- | --------- | -------------- | -------------- | -------- | -------- | ------ | ------ | -------------- |
| Pentium II Xeon 450 MHz 2 Mo  | 1               | 450 MHz   | 100 MT/s       | 4.5 x          | 32 Kio   | 2 Mio    | 46,7 W | SC330  | 1998           |
| Pentium II Xeon 450 MHz 1 Mo  | 1               | 450 MHz   | 100 MT/s       | 4.5 x          | 32 Kio   | 1 Mio    | 42,8 W | SC330  | 1998           |
| Pentium II Xeon 450 MHz 512ko | 1               | 450 MHz   | 100 MT/s       | 4.5 x          | 32 Kio   | 512 Kio  | 34,5 W | SC330  | 1998           |
| Pentium II Xeon 400 MHz 1 Mo  | 1               | 400 MHz   | 100 MT/s       | 4 x            | 32 Kio   | 1 Mio    | 38,1 W | SC330  | 1998           |
| Pentium II Xeon 400 MHz 512ko | 1               | 400 MHz   | 100 MT/s       | 4 x            | 32 Kio   | 512 Kio  | 30,8 W | SC330  | 1998           |

#### Tanner
Processeur basé sur le Pentium III, avec le cache L2 séparé sur la cartouche, fonctionnant à la même fréquence que le processeur, gravure en 0,25 µm.

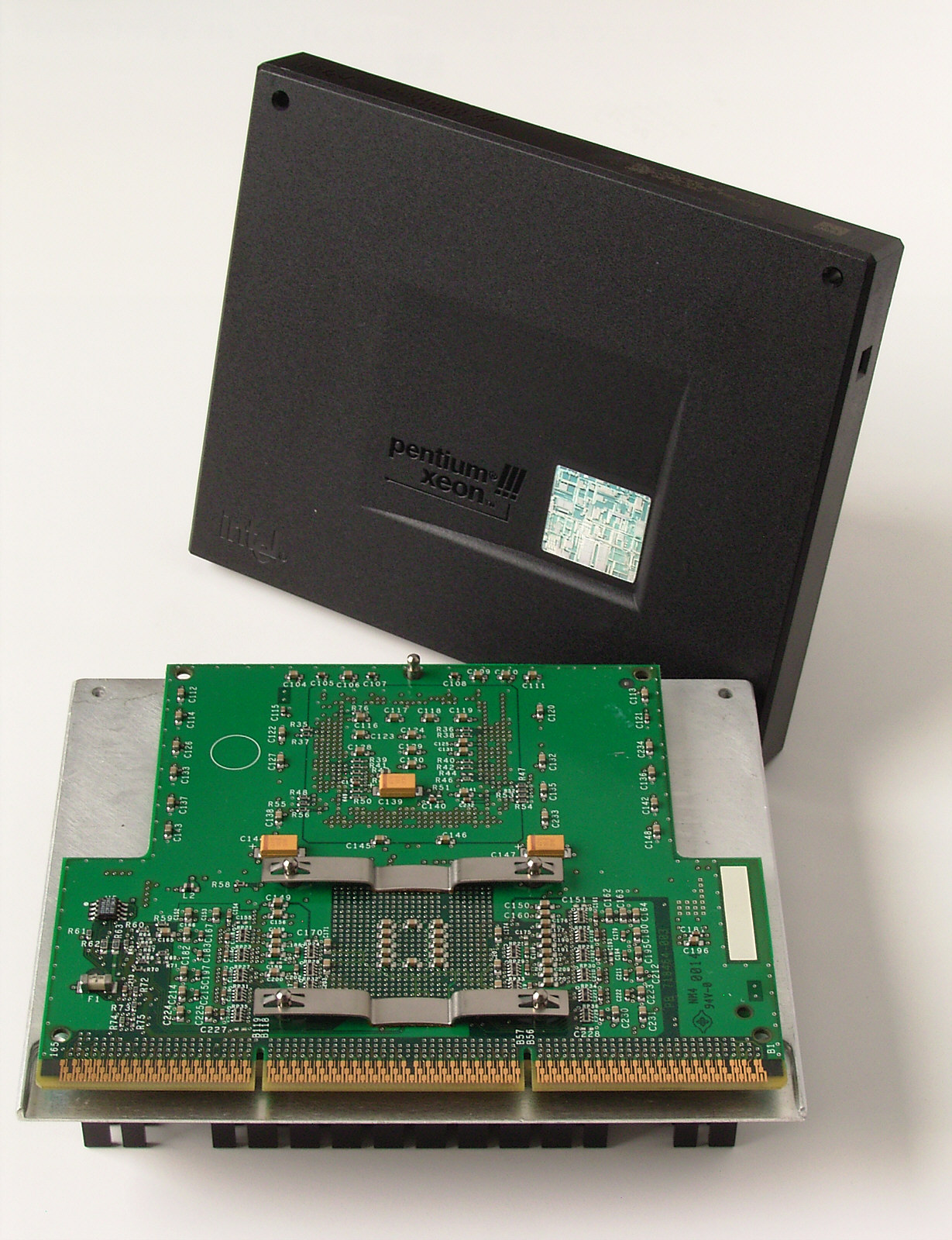
Pentium III Xeon 550 MHz ouvert

| Nom du modèle                   | Nombre de cœurs | Fréquence | Front Side Bus | Multipl. | Cache L1 | Cache L2 | TDP | Socket | Date de sortie |
| ------------------------------- | --------------- | --------- | -------------- | -------- | -------- | -------- | --- | ------ | -------------- |
| Pentium III Xeon 550 MHz 2 Mo   | 1               | 550 MHz   | 100 MT/s       | 5.5 x    | 32 Kio   | 2 Mio    |     | Slot 2 |                |
| Pentium III Xeon 550 MHz 1 Mo   | 1               | 550 MHz   | 100 MT/s       | 5.5 x    | 32 Kio   | 1 Mio    |     | Slot 2 |                |
| Pentium III Xeon 550 MHz 512 ko | 1               | 550 MHz   | 100 MT/s       | 5.5 x    | 32 Kio   | 512 Kio  |     | Slot 2 |                |
| Pentium III Xeon 500 MHz 2 Mo   | 1               | 500 MHz   | 100 MT/s       | 5 x      | 32 Kio   | 2 Mio    |     | Slot 2 |                |
| Pentium III Xeon 500 MHz 1 Mo   | 1               | 500 MHz   | 100 MT/s       | 5 x      | 32 Kio   | 1 Mio    |     | Slot 2 |                |
| Pentium III Xeon 500 MHz 512 ko | 1               | 500 MHz   | 100 MT/s       | 5 x      | 32 Kio   | 512 Kio  |     | Slot 2 |                |

#### Cascades
Processeur basé sur le Pentium III, avec le cache L2 on-die, gravure en 0,18 µm.
| Nom du modèle                 | Nombre de cœurs | Fréquence | Front Side Bus | Multipl. | Cache L1 | Cache L2 | TDP | Socket | Date de sortie |
| ----------------------------- | --------------- | --------- | -------------- | -------- | -------- | -------- | --- | ------ | -------------- |
| Pentium III Xeon 900 MHz 2 Mo | 1               | 900 MHz   | 100 MT/s       | 9 x      | 32 Kio   | 2 Mio    |     | Slot 2 |                |
| Pentium III Xeon 700 MHz 2 Mo | 1               | 700 MHz   | 100 MT/s       | 7 x      | 32 Kio   | 2 Mio    |     | Slot 2 |                |
| Pentium III Xeon 700 MHz 1 Mo | 1               | 700 MHz   | 100 MT/s       | 7 x      | 32 Kio   | 1 Mio    |     | Slot 2 |                |

### Architecture NetBurst

#### Foster MP
- MMX, SSE, SSE2
- VCore : 1,7 V
- Finesse de gravure : 180 nm

| Nom du modèle          | Nombre de cœurs | Fréquence | Front Side Bus | Multipl. | Cache L1 | Cache L2 | Cache L3 | TDP | Socket     | Date de sortie |
| ---------------------- | --------------- | --------- | -------------- | -------- | -------- | -------- | -------- | --- | ---------- | -------------- |
| Xeon MP 1.6 GHz 1 Mo   | 1               | 1,60 GHz  | 400 MT/s       | 16 x     | 8 Kio    | 256 Kio  | 1 Mio    | 72W | Socket 603 |                |
| Xeon MP 1.5 GHz 512 ko | 1               | 1,50 GHz  | 400 MT/s       | 15 x     | 8 Kio    | 256 Kio  | 512 Kio  | 72W | Socket 603 |                |
| Xeon MP 1.4 GHz 512 ko | 1               | 1,40 GHz  | 400 MT/s       | 14 x     | 8 Kio    | 256 Kio  | 512 Kio  | 72W | Socket 603 |                |

#### Gallatin
- MMX, SSE, SSE2, Hyperthreading
- VCore : 1,475 V
- Finesse de gravure : 130 nm

| Nom du modèle        | Nombre de cœurs | Fréquence | Front Side Bus | Multipl. | Cache L1 | Cache L2 | Cache L3 | TDP | Socket     | Date de sortie |
| -------------------- | --------------- | --------- | -------------- | -------- | -------- | -------- | -------- | --- | ---------- | -------------- |
| Xeon MP 2.0 GHz 2 Mo | 1               | 2,00 GHz  | 400 MT/s       | 20 x     | 8 Kio    | 512 Kio  | 2 Mio    | 85W | Socket 603 | 11/2002        |
| Xeon MP 1.9 GHz 1 Mo | 1               | 1,90 GHz  | 400 MT/s       | 19 x     | 8 Kio    | 512 Kio  | 1 Mio    | 85W | Socket 603 | 11/2002        |
| Xeon MP 1.5 GHz 1 Mo | 1               | 1,50 GHz  | 400 MT/s       | 15 x     | 8 Kio    | 512 Kio  | 1 Mio    | 85W | Socket 603 | 11/2002        |
| Xeon MP 2.8 GHz 2 Mo | 1               | 2,80 GHz  | 400 MT/s       | 28 x     | 8 Kio    | 512 Kio  | 2 Mio    | 85W | Socket 603 | 06/2003        |
| Xeon MP 2.5 GHz 1 Mo | 1               | 2,50 GHz  | 400 MT/s       | 25 x     | 8 Kio    | 512 Kio  | 1 Mio    | 85W | Socket 603 | 06/2003        |
| Xeon MP 2.0 GHz 1 Mo | 1               | 2,00 GHz  | 400 MT/s       | 20 x     | 8 Kio    | 512 Kio  | 1 Mio    | 85W | Socket 603 | 06/2003        |
| Xeon MP 3.0 GHz 4 Mo | 1               | 3,00 GHz  | 400 MT/s       | 30 x     | 8 Kio    | 512 Kio  | 4 Mio    | 85W | Socket 603 | 03/2004        |
| Xeon MP 2.7 GHz 2 Mo | 1               | 2,70 GHz  | 400 MT/s       | 27 x     | 8 Kio    | 512 Kio  | 2 Mio    | 85W | Socket 603 | 03/2004        |
| Xeon MP 2.2 GHz 2 Mo | 1               | 2,20 GHz  | 400 MT/s       | 22 x     | 8 Kio    | 512 Kio  | 2 Mio    | 85W | Socket 603 | 03/2004        |

#### Cranford
- MMX, SSE, SSE2, SSE3, Hyperthreading, Intel 64, SpeedStep
- VCore : 1,500 V
- Finesse de gravure : 90 nm

| Nom du modèle    | Nombre de cœurs | Fréquence | Front Side Bus | Multipl. | Cache L1 | Cache L2 | TDP  | Socket     | Date de sortie |
| ---------------- | --------------- | --------- | -------------- | -------- | -------- | -------- | ---- | ---------- | -------------- |
| Xeon MP 3.66 GHz | 1               | 3,66 GHz  | 667 MT/s       | 22 x     | 16 Kio   | 1 Mio    | 129W | Socket 604 |                |
| Xeon MP 3.16 GHz | 1               | 3,16 GHz  | 667 MT/s       | 19 x     | 16 Kio   | 1 Mio    | 129W | Socket 604 |                |

#### Potomac
- MMX, SSE, SSE2, SSE3, Hyperthreading, Intel 64, SpeedStep
- VCore : 1,500 V
- Finesse de gravure : 90 nm

| Nom du modèle         | Nombre de cœurs | Fréquence | Front Side Bus | Multipl. | Cache L1 | Cache L2 | Cache L3 | TDP   | Socket     | Date de sortie |
| --------------------- | --------------- | --------- | -------------- | -------- | -------- | -------- | -------- | ----- | ---------- | -------------- |
| Xeon MP 3.33 GHz 8 Mo | 1               | 3,33 GHz  | 667 MT/s       | 20 x     | 16 Kio   | 1 Mio    | 8 Mio    | 129 W | Socket 604 |                |
| Xeon MP 3.00 GHz 8 Mo | 1               | 3,00 GHz  | 667 MT/s       | 18 x     | 16 Kio   | 1 Mio    | 8 Mio    | 129 W | Socket 604 |                |
| Xeon MP 2.83 GHz 4 Mo | 1               | 2,83 GHz  | 667 MT/s       | 17 x     | 16 Kio   | 1 Mio    | 4 Mio    | 129 W | Socket 604 |                |

#### Paxville MP (7000)
- Processeur double cœur
- MMX, SSE, SSE2, SSE3, Hyperthreading, Intel 64, SpeedStep
- VCore : 1,262 - 1,412 V
- Finesse de gravure : 90 nm

| Nom du modèle | Nb. cœurs | Fréquence | Front Side Bus | Mult. | Cache L1  | Cache L2 | Consommation | Socket     | Date de sortie |
| ------------- | --------- | --------- | -------------- | ----- | --------- | -------- | ------------ | ---------- | -------------- |
| Xeon 7041     | 2         | 3,00 GHz  | 800 MT/s       | 15 x  | 2x 16 Kio | 2x 2 Mio | 165W         | Socket 604 | 12/2005        |
| Xeon 7040     | 2         | 3,00 GHz  | 667 MT/s       | 18 x  | 2x 16 Kio | 2x 2 Mio | 165W         | Socket 604 | 12/2005        |
| Xeon 7030     | 2         | 2,80 GHz  | 800 MT/s       | 14 x  | 2x 16 Kio | 2x 2 Mio | 165W         | Socket 604 | 12/2005        |
| Xeon 7020     | 2         | 2,66 GHz  | 667 MT/s       | 16 x  | 2x 16 Kio | 2x 2 Mio | 165W         | Socket 604 | 12/2005        |

#### Tulsa (7100)
- Processeur double cœur
- MMX, SSE, SSE2, SSE3, Hyperthreading, Intel 64, VT, SpeedStep
- Finesse de gravure : 65 nm
- Taille du Die : 424 mm² avec 1,380 milliard de transistors

| Nom du modèle | Nb. cœurs | Fréquence | Front Side Bus | Mult. | Cache L1 | Cache L2 | Cache L3 | Consommation | Socket     | Date de sortie |
| ------------- | --------- | --------- | -------------- | ----- | -------- | -------- | -------- | ------------ | ---------- | -------------- |
| Xeon 7150N    | 2         | 3,50 GHz  | 667 MT/s       | 21 x  | 2x16 Kio | 2x1 Mio  | 16 Mio   | 150W         | Socket 604 | 28/08/2006     |
| Xeon 7140M    | 2         | 3,40 GHz  | 800 MT/s       | 17 x  | 2x16 Kio | 2x1 Mio  | 16 Mio   | 150W         | Socket 604 | 28/08/2006     |
| Xeon 7140N    | 2         | 3,33 GHz  | 667 MT/s       | 20 x  | 2x16 Kio | 2x1 Mio  | 16 Mio   | 150W         | Socket 604 | 28/08/2006     |
| Xeon 7130M    | 2         | 3,20 GHz  | 800 MT/s       | 16 x  | 2x16 Kio | 2x1 Mio  | 8 Mio    | 150W         | Socket 604 | 28/08/2006     |
| Xeon 7130N    | 2         | 3,16 GHz  | 667 MT/s       | 19 x  | 2x16 Kio | 2x1 Mio  | 8 Mio    | 150W         | Socket 604 | 28/08/2006     |
| Xeon 7120M    | 2         | 3,00 GHz  | 800 MT/s       | 15 x  | 2x16 Kio | 2x1 Mio  | 4 Mio    | 95W          | Socket 604 | 28/08/2006     |
| Xeon 7120N    | 2         | 3,00 GHz  | 667 MT/s       | 18 x  | 2x16 Kio | 2x1 Mio  | 4 Mio    | 95W          | Socket 604 | 28/08/2006     |
| Xeon 7110M    | 2         | 2,60 GHz  | 800 MT/s       | 13 x  | 2x16 Kio | 2x1 Mio  | 4 Mio    | 95W          | Socket 604 | 28/08/2006     |
| Xeon 7110N    | 2         | 2,50 GHz  | 667 MT/s       | 15 x  | 2x16 Kio | 2x1 Mio  | 4 Mio    | 95W          | Socket 604 | 28/08/2006     |

### Architecture Core

#### Tigerton (7200 et 7300)
Le microprocesseur Intel Xeon Tigerton est un processeur pour serveur et stations de travail, bi et quadri-cœur, quadri-processeur, de la gamme Xeon et utilisant la microarchitecture Core. Sa commercialisation débute en septembre 2007.
| Modèle     | Nb. cœurs | Nb. max proc. | Fréquence | Cache L1  | Cache L2  | Mult. | Tension | TDP   | FSB       | Socket     | Référence | Commercialisation |
| ---------- | --------- | ------------- | --------- | --------- | --------- | ----- | ------- | ----- | --------- | ---------- | --------- | ----------------- |
| Xeon       |           |               |           |           |           |       |         |       |           |            |           |                   |
| Xeon E7220 | 2         | 4             | 2,93 GHz  | 2 × 64 ko | 2 × 4 Mio | ×11   |         | 80 W  | 1067 MT/s | Socket 604 |           |                   |
| Xeon E7210 | 2         | 4             | 2,40 GHz  | 2 × 64 ko | 2 × 4 Mio | ×9    |         | 80 W  | 1067 MT/s | Socket 604 |           |                   |
| Xeon X7350 | 4         | 4             | 2,93 GHz  | 4 × 64 ko | 4 × 4 Mio | ×11   |         | 130 W | 1067 MT/s | 604        |           |                   |
| Xeon L7345 | 4         | 4             | 1,86 GHz  | 4 × 64 ko | 4 × 4 Mio | ×7    |         | 50 W  | 1067 MT/s | 604        |           |                   |
| Xeon E7340 | 4         | 4             | 2,40 GHz  | 4 × 64 ko | 4 × 4 Mio | ×9    |         | 80 W  | 1067 MT/s | 604        |           |                   |
| Xeon E7330 | 4         | 4             | 2,40 GHz  | 4 × 64 ko | 4 × 3 Mio | ×9    |         | 80 W  | 1067 MT/s | 604        |           |                   |
| Xeon E7320 | 4         | 4             | 2,13 GHz  | 4 × 64 ko | 4 × 2 Mio | ×8    |         | 80 W  | 1067 MT/s | 604        |           |                   |
| Xeon E7310 | 4         | 4             | 1,60 GHz  | 4 × 64 ko | 4 × 2 Mio | ×6    |         | 80 W  | 1067 MT/s | 604        |           |                   |
| Xeon L5318 | 4         | 2             | 1,60 GHz  | 4 × 64 ko | 2 × 4 Mio | ×6    |         | 40 W  | 1333 MT/s | 604        |           |                   |
| Xeon L5310 | 4         | 2             | 1,60 GHz  | 4 × 64 ko | 2 × 4 Mio | ×6    |         | 50 W  | 1333 MT/s | 604        |           |                   |

#### Dunnington (7400)
| Nom du modèle | Nb. cœurs | Fréquence | Front Side Bus | Mult. | Cache L1 | Cache L2 | Cache L3 | TDP   | Socket     | Date de sortie |
| ------------- | --------- | --------- | -------------- | ----- | -------- | -------- | -------- | ----- | ---------- | -------------- |
| Xeon X7460    | 6         | 2,66 GHz  | 1067 MT/s      | 10 x  | 6x64 Kio | 3x3 Mio  | 16 Mio   | 130 W | Socket 604 | 15/09/2008     |
| Xeon L7455    | 6         | 2,13 GHz  | 1067 MT/s      | 8 x   | 6x64 Kio | 3x3 Mio  | 12 Mio   | 65 W  | Socket 604 | 15/09/2008     |
| Xeon E7450    | 6         | 2,40 GHz  | 1067 MT/s      | 9 x   | 6x64 Kio | 3x3 Mio  | 12 Mio   | 90 W  | Socket 604 | 15/09/2008     |
| Xeon L7445    | 4         | 2,13 GHz  | 1067 MT/s      | 8 x   | 4x64 Kio | 2x3 Mio  | 12 Mio   | 50 W  | Socket 604 | 15/09/2008     |
| Xeon E7440    | 4         | 2,40 GHz  | 1067 MT/s      | 9 x   | 4x64 Kio | 2x3 Mio  | 16 Mio   | 90 W  | Socket 604 | 15/09/2008     |
| Xeon E7430    | 4         | 2,13 GHz  | 1067 MT/s      | 8 x   | 4x64 Kio | 2x3 Mio  | 12 Mio   | 90 W  | Socket 604 | 15/09/2008     |
| Xeon E7420    | 4         | 2,13 GHz  | 1067 MT/s      | 8 x   | 4x64 Kio | 2x3 Mio  | 8 Mio    | 90 W  | Socket 604 | 15/09/2008     |

### Architecture Nehalem

#### Beckton (7500)
Pas d'HT pour le X7542. Nouveau socket LGA 1567.
Datasheets:
| Modèle     | Cœurs | Fréquence | Thread | FSB     | Mult. | Mult. QPI | QPI (2x)  | Cache L1 | Cache L2  | Mult. L3 | Fréq. L3 | Cache L3 | TDP   | Date de sortie |
| ---------- | ----- | --------- | ------ | ------- | ----- | --------- | --------- | -------- | --------- | -------- | -------- | -------- | ----- | -------------- |
| Xeon X7560 | 8     | 2,27 GHz  | 16     | 133 MHz | 17x   | 24x       | 6400 MT/s | 8×64 Kio | 8×256 Kio | 16x      | 2,13 GHz | 24 Mio   | 130 W | 1T2010         |
| Xeon L7555 | 8     | 1,87 GHz  | 16     | 133 MHz | 14x   | 22x       | 5867 MT/s | 8×64 Kio | 8×256 Kio | 16x      | 2,13 GHz | 24 Mio   | 95 W  | 1T2010         |
| Xeon X7550 | 8     | 2,00 GHz  | 16     | 133 MHz | 15x   | 24x       | 6400 MT/s | 8×64 Kio | 8×256 Kio | 16x      | 2,13 GHz | 18 Mio   | 130 W | 1T2010         |
| Xeon L7545 | 6     | 1,87 GHz  | 12     | 133 MHz | 14x   | 22x       | 5867 MT/s | 6×64 Kio | 6×256 Kio | 16x      | 2,13 GHz | 18 Mio   | 95 W  | 1T2010         |
| Xeon X7542 | 6     | 2,67 GHz  | 6      | 133 MHz | 20x   | 22x       | 5867 MT/s | 6×64 Kio | 6×256 Kio | 16x      | 2,13 GHz | 24 Mio   | 130 W | 1T2010         |
| Xeon E7540 | 6     | 2,00 GHz  | 12     | 133 MHz | 15x   | 24x       | 6400 MT/s | 6×64 Kio | 6×256 Kio | 16x      | 2,13 GHz | 18 Mio   | 105 W | 1T2010         |
| Xeon E7530 | 6     | 1,87 GHz  | 12     | 133 MHz | 14x   | 22x       | 5867 MT/s | 6×64 Kio | 6×256 Kio | 16x      | 2,13 GHz | 12 Mio   | 105 W | 1T2010         |
| Xeon E7520 | 4     | 1,87 GHz  | 8      | 133 MHz | 14x   | 18x       | 4800 MT/s | 4×64 Kio | 4×256 Kio | 12x      | 1,60 GHz | 18 Mio   | 105 W | 1T2010         |

#### Eagleton (E7-x800)
| Modèle        | Nb. max proc. | Cœurs | Threads | Fréquence | FSB     | Mult. | Mult. QPI | QPI (2x)  | Cache L1  | Cache L2   | Cache L3 | TDP   | Date de sortie |
| ------------- | ------------- | ----- | ------- | --------- | ------- | ----- | --------- | --------- | --------- | ---------- | -------- | ----- | -------------- |
| Xeon E7-8870  | 8             | 10    | 20      | 2,40 GHz  | 133 MHz | 18x   | 24x       | 6400 MT/s | 10×64 Kio | 10×256 Kio | 30 Mio   | 130 W | 2T2011         |
| Xeon E7-8867L | 8             | 10    | 20      | 2,13 GHz  | 133 MHz | 16x   | 24x       | 6400 MT/s | 10×64 Kio | 10×256 Kio | 30 Mio   | 105 W | 2T2011         |
| Xeon E7-8860  | 8             | 10    | 20      | 2,26 GHz  | 133 MHz | 17x   | 24x       | 6400 MT/s | 10×64 Kio | 10×256 Kio | 24 Mio   | 130 W | 2T2011         |
| Xeon E7-8850  | 8             | 10    | 20      | 2,00 GHz  | 133 MHz | 15x   | 24x       | 6400 MT/s | 10×64 Kio | 10×256 Kio | 24 Mio   | 130 W | 2T2011         |
| Xeon E7-8837  | 8             | 8     | 8       | 2,66 GHz  | 133 MHz | 20x   | 24x       | 6400 MT/s | 8×64 Kio  | 8×256 Kio  | 24 Mio   | 130 W | 2T2011         |
| Xeon E7-8830  | 8             | 8     | 16      | 2,13 GHz  | 133 MHz | 16x   | 24x       | 6400 MT/s | 8×64 Kio  | 8×256 Kio  | 24 Mio   | 105 W | 2T2011         |
| Xeon E7-4870  | 4             | 10    | 20      | 2,40 GHz  | 133 MHz | 18x   | 24x       | 6400 MT/s | 10×64 Kio | 10×256 Kio | 30 Mio   | 130 W | 2T2011         |
| Xeon E7-4860  | 4             | 10    | 20      | 2,26 GHz  | 133 MHz | 17x   | 24x       | 6400 MT/s | 10×64 Kio | 10×256 Kio | 24 Mio   | 130 W | 2T2011         |
| Xeon E7-4850  | 4             | 10    | 20      | 2,00 GHz  | 133 MHz | 15x   | 24x       | 6400 MT/s | 10×64 Kio | 10×256 Kio | 24 Mio   | 130 W | 2T2011         |
| Xeon E7-4830  | 4             | 8     | 16      | 2,13 GHz  | 133 MHz | 16x   | 24x       | 6400 MT/s | 8×64 Kio  | 8×256 Kio  | 24 Mio   | 105 W | 2T2011         |
| Xeon E7-4820  | 4             | 8     | 16      | 2,00 GHz  | 133 MHz | 15x   | 22x       | 5867 MT/s | 8×64 Kio  | 8×256 Kio  | 18 Mio   | 105 W | 2T2011         |
| Xeon E7-4807  | 4             | 6     | 12      | 1,86 GHz  | 133 MHz | 14x   | 18x       | 4800 MT/s | 6×64 Kio  | 6×256 Kio  | 18 Mio   | 95 W  | 2T2011         |
| Xeon E7-2870  | 2             | 10    | 20      | 2,40 GHz  | 133 MHz | 18x   | 24x       | 6400 MT/s | 10×64 Kio | 10×256 Kio | 30 Mio   | 130 W | 2T2011         |
| Xeon E7-2860  | 2             | 10    | 20      | 2,26 GHz  | 133 MHz | 17x   | 24x       | 6400 MT/s | 10×64 Kio | 10×256 Kio | 24 Mio   | 130 W | 2T2011         |
| Xeon E7-2850  | 2             | 10    | 20      | 2,00 GHz  | 133 MHz | 15x   | 24x       | 6400 MT/s | 10×64 Kio | 10×256 Kio | 24 Mio   | 130 W | 2T2011         |
| Xeon E7-2830  | 2             | 8     | 16      | 2,13 GHz  | 133 MHz | 16x   | 24x       | 6400 MT/s | 8×64 Kio  | 8×256 Kio  | 24 Mio   | 105 W | 2T2011         |
| Xeon E7-2820  | 2             | 8     | 16      | 2,00 GHz  | 133 MHz | 15x   | 22x       | 5867 MT/s | 8×64 Kio  | 8×256 Kio  | 18 Mio   | 105 W | 2T2011         |
| Xeon E7-2803  | 2             | 6     | 12      | 1,73 GHz  | 133 MHz | 13x   | 18x       | 4800 MT/s | 6×64 Kio  | 6×256 Kio  | 18 Mio   | 105 W | 2T2011         |